# Requisits de visat per als ciutadans palestins
Els requisits de visat per als ciutadans palestins, són restriccions administratives d'entrada imposades per les autoritats d'altres estats que s'imposen als ciutadans de Palestina que posseeixen un passaport emès per l'Autoritat Palestina. A data de 2020, els ciutadans palestins tenien accés sense visat o amb visat a l'arribada a 37 països i territoris, el que situa a el passaport palestí en el lloc 104 pel que fa a llibertat de viatge, segons l'Índex Henley de Passaports.

## Mapa de requisits arreu del món

Països i territoris plenament reconeguts internacionalment amb règim d'exempció de visat o de visat a l'arribada per als titulars de passaports regulars palestins

## Requisits de visat
| País                               | Requisits de visat                     | Estada permesa   | Notes (excloses les tarifes de sortida) |
| ---------------------------------- | -------------------------------------- | ---------------- | --- |
| Afghanistan                        | Cal visat                              |                  | |
| Albània                            | Cal visat                              |                  | - No és necessari el visat per als titulars d'un visat "C" vàlid per a entrades múltiples concedit per un Estat membre de l'espai Schengen. - Els titulars d'un visat "D" vàlid expedit per un Estat membre de l'espai Schengen no necessiten visat. |
| Algèria                            | Cal visat                              |                  | |
| Andorra                            | Cal visat                              |                  | |
| Angola                             | Cal visat                              |                  | |
| Antigua i Barbuda                  | Visat electrònic                       |                  | |
| Argentina                          | Cal visat                              |                  | |
| Armènia                            | Cal visat                              |                  | |
| Austràlia                          | Cal visat                              | M                | - Pot sol·licitar-lo en línia (visat de visitant E600 en línia). |
| Àustria                            | Cal visat                              |                  | |
| Azerbaidjan                        | Cal visat                              |                  | |
| Bahames                            | Cal visat                              |                  | |
| Bahrain                            | Visat electrònic                       | 30 dies          | - Només per fer turisme |
| Bangladesh                         | Visat a l'arribada                     | 30 dies          | |
| Barbados                           | Cal visat                              |                  | |
| Belarus                            | Cal visat                              |                  | |
| Bèlgica                            | Cal visat                              |                  | |
| Belize                             | Cal visat                              |                  | |
| Benín                              | Visat electrònic/Visa a l'arribada     | 30 dies / 8 dies | - Ha de tenir un certificat de vacunació internacional. |
| Bhutan                             | Cal visat                              |                  | |
| Bolívia                            | No cal visat                           | 90 dies          | |
| Bòsnia i Hercegovina               | Cal visat                              |                  | - Visat a l'arribada per als titulars d'un visat vàlid dels Estats Units, el Regne Unit o Schengen. |
| Botswana                           | Cal visat                              |                  | |
| Brasil                             | Cal visat                              |                  | |
| Brunei                             | Cal visat                              |                  | |
| Bulgària                           | Cal visat                              |                  | - Visat a l'arribada per als titulars d'un visat vàlid dels Estats Units, el Regne Unit o Schengen. |
| Burkina Faso                       | Cal visat                              |                  | |
| Burundi                            | Visat a l'arribada                     | 30 dies          | - Ha d'estar en possessió d'una carta d'autorització d'entrada expedida per les autoritats de Burundi amb anterioritat. |
| Cambodja                           | Visat electrònic/Visa a l'arribada     | 30 dies          | |
| Camerun                            | Cal visat                              |                  | |
| Canadà                             | Cal visat                              |                  | |
| Cap Verd                           | Visat a l'arribada                     |                  | |
| República Centreafricana           | Cal visat                              |                  | |
| Txad                               | Cal visat                              |                  | |
| Xile                               | Cal visat                              |                  | |
| República Popular de la Xina       | Cal visat                              |                  | - Visat a l'arribada per Macau. |
| Colòmbia                           | Cal visat                              |                  | - Pot sol·licitar-lo online. |
| Comores                            | Visat a l'arribada                     | 45 dies          | |
| República del Congo                | Cal visat                              |                  | |
| República Democràtica del Congo    | Cal visat                              |                  | |
| Costa Rica                         | Cal visat                              |                  | |
| Costa d'Ivori                      | Visat electrònic                       |                  | |
| Croàcia                            | Cal visat                              |                  | |
| Cuba                               | Cal visat                              |                  | - Pot adquirir la targeta de turista abans de la seva arribada si disposa d'un visat vàlid d'entrades múltiples expedit per Estats Units, Canadà o un Estat membre de Schengen. |
| Xipre                              | Cal visat                              |                  | |
| República Txeca                    | Cal visat                              |                  | |
| Dinamarca                          | Cal visat                              |                  | |
| Djibouti                           | Visat a l'arribada                     |                  | |
| Dominica                           | No cal visat                           | 21 dies          | |
| República Dominicana               | Cal visat                              |                  | |
| Equador                            | No cal visat                           | 90 dies          | |
| Egipte                             | Cal visat                              |                  | |
| El Salvador                        | Cal visat                              |                  | |
| Guinea Equatorial                  | Cal visat                              |                  | |
| Eritrea                            | Cal visat                              |                  | |
| Estònia                            | Cal visat                              |                  | |
| Eswatini                           | No cal visat                           | 30 dies          | |
| Etiòpia                            | Visat electrònic                       | up to 90 dies    | |
| Fiji                               | Cal visat                              |                  | |
| Finlàndia                          | Cal visat                              |                  | |
| França                             | Cal visat                              |                  | |
| Gabon                              | Visat electrònic                       |                  | - Electronic visa holders must arrive via Libreville International Airport. |
| Gàmbia                             | Cal visat                              |                  | |
| Geòrgia                            | Admissió denegada                      |                  | - Des de 2018, les autoritats georgianes deixaran de concedir visats als palestins i eliminaren l’Estat de Palestina del seu web oficial de Visat electrònic. |
| Alemanya                           | Cal visat                              |                  | |
| Ghana                              | Cal visat                              |                  | |
| Grècia                             | Cal visat                              |                  | |
| Grenada                            | Cal visat                              |                  | |
| Guatemala                          | Cal visat                              |                  | |
| Guinea                             | Cal visat                              |                  | |
| Guinea-Bissau                      | Visat a l'arribada                     | 90 dies          | |
| Guyana                             | Cal visat                              |                  | |
| Haití                              | Cal visat                              |                  | |
| Hondures                           | Cal visat                              |                  | |
| Hongria                            | Cal visat                              |                  | |
| Islàndia                           | Cal visat                              |                  | |
| Índia                              | Visat electrònic                       | 60 dies          | - Els titulars d’un visat electrònic han d’arribar a través de 26 aeroports dissenyats [Nota 1] o 3 ports marítims dissenyats. - El visat electrònic només pot obtenir dues vegades en un any natural. |
| Indonèsia                          | No cal visat                           | 30 dies          | - No prorrogable. |
| Iran                               | Visat electrònic/Visa a l'arribada     | 30 dies          | |
| Iraq                               | Cal visat                              |                  | |
| Irlanda                            | Cal visat                              |                  | |
| Israel                             | Cal visat                              |                  | - Els titulars de passaports expedits pel territori palestí només poden obtenir un "permís" de sortida d'Israel que els permet sortir i tornar a l'aeroport de Tel-Aviv. Els altres que arriben són deportats a l'últim aeroport de sortida pel seu compte. Als palestins se'ls nega continuar el seu viatge a territori palestí. - Els palestins titulars d'una targeta BMC - Business Men Card, abans coneguda com a targeta VIP, poden sortir i tornar a l'aeroport de Tel-Aviv prèvia coordinació amb el COGAT. - Autoritzacions d'entrada a Israel, el seu pas entre Judea i Samaria i la Franja de Gaza i el seu viatge a l'estranger |
| Itàlia                             | Cal visat                              |                  | |
| Jamaica                            | Cal visat                              |                  | |
| Japó                               | Cal visat                              |                  | |
| Jordània                           | No cal visat                           |                  | - 1 mes els titulars d'un passaport normal emès per a residents a Cisjordània. - Això no s'aplica als passatgers la identificació del passaport comenci per 00. - Els residents de la franja de Gaza han d'obtenir prèviament un permís de "no impediment" del govern jordà per entrar a Jordània, i obtenir un "visat especial de trànsit" al transitar. |
| Kazakhstan                         | Cal visat                              |                  | |
| Kenya                              | Cal visat                              |                  | - Cal l'aprovació d'Immigració de Kenya abans de sol·licitar el visat. |
| Kiribati                           | Cal visat                              |                  | |
| Corea del Nord                     | Cal visat                              |                  | |
| Corea del Sud                      | Cal visat                              |                  | - El visat d'entrada múltiple pot concedir-se als palestins que hagin entrat a Corea del Sud quatre o més vegades en els darrers 2 anys, o 10 o més visites en total (una d'aquestes 10 visites ha de ser en els darrers 2 anys). |
| Kuwait                             | Cal visat                              |                  | El visat electrònic pot obtenir per als titulars d'un permís de residència expedit per un Estat membre del CCG amb les següents condicions: - Tenir 18 anys o més. - El permís de residència d'un estat de la CCG ha de tenir una validesa de al menys altres 3 mesos. - Estar acompanyat pel remitent del permís de residència si aquest és una persona física. - No s'aplica als titulars d'un visat d'estudiant de la CCG i d'un visat de treballador no qualificat. |
| Plantilla:Country data Kirguizstan | Visat electrònic                       |                  | |
| Laos                               | Visat a l'arribada                     | 30 dies          | - El visat a l'arribada està disponible en els aeroports internacionals de Luangphabang, Pakse, Savannakhet i Vientiane, i en 4 fronteres terrestres de el Pont de l'Amistat, [Nota 3] i en 13 passos fronterers [Nota 4], així com a l'estació de tren de Tanalaeng, a Vientiane, que connecta amb l'estació de tren de Nongkai, a Tailàndia. El servei de visat a l'arribada s'eliminarà gradualment en diversos passos fronterers a partir de gener de 2020. - El visat electrònic pot utilitzar-se per entrar a Laos a través dels següents punts d'entrada — Aeroport Internacional de Wattay i el Primer Pont de l'Amistat entre Tailàndia i Laos - Els punts d'entrada Lalai, Lantui, Meuang mom, Pakxan i Phoudou estan oberts únicament als titulars d'un visat. - El visat a l'arribada és prorrogable fins a 60 dies. |
| Letònia                            | Cal visat                              |                  | |
| Líban                              | Cal visat                              |                  | - Es denegarà l'entrada als titulars de passaports que continguin algun visat o segell israelià. |
| Lesotho                            | Visat electrònic                       |                  | |
| Libèria                            | Cal visat                              |                  | |
| Líbia                              | Cal visat                              |                  | |
| Liechtenstein                      | Cal visat                              |                  | |
| Lituània                           | Cal visat                              |                  | |
| Luxemburg                          | Cal visat                              |                  | |
| Madagascar                         | Admissió denegada                      |                  | - Tot i poder sol·licitar un visat a través de la pàgina web oficial del visat electrònic de Madagascar, els titulars de passaports de l'"Autoritat Palestina" no poden entrar ni transitar, ja que el govern de Madagascar no reconeix el passaport de l'"Autoritat Palestina". Altres ciutadans palestins titulars de documents de viatge per a refugiats expedits per Síria, el Líban i Egipte poden normalment entrar o transitar sol·licitant un visat a través de les missions diplomàtiques de Madagascar a l'estranger. |
| Malawi                             | Visat electrònic                       |                  | |
| Malàisia                           | No cal visat                           | 30 dies          | |
| Maldives                           | Sense visat a l'arribada               | 30 dies          | |
| Malta                              | Cal visat                              |                  | |
| Illes Marshall                     | Cal visat                              |                  | |
| Mauritània                         | Visat a l'arribada                     |                  | - Disponible a l'aeroport internacional de Nouakchott-Oumtounsy. |
| Maurici                            | Cal visat                              |                  | |
| Mèxic                              | Cal visat                              |                  | - Visat a l'arribada per als titulars d'un visat vàlid dels Estats Units, el Regne Unit o Schengen. - Entry may be refused by immigration officials for individuals who were previously denied a US visa, even if holding a valid Mexican visa. |
| Micronèsia                         | No cal visat                           | 30 dies          | |
| Moldàvia                           | Visat electrònic                       |                  | Cal una invitació expedida per l'Oficina de Migració i Asil de la República de Moldàvia, llevat que: - Sigui titular d'un visat vàlid expedit per un Estat membre de la Unió Europea o de l'Espai Schengen - Ser convidat pel govern o les autoritats del govern central en els projectes d'inversió d'interès per a l'economia nacional |
| Mònaco                             | Cal visat                              |                  | |
| Mongòlia                           | Cal visat                              |                  | |
| Montenegro                         | Cal visat                              |                  | - Visat a l'arribada per als titulars d'un visat vàlid dels Estats Units, el Regne Unit o Schengen. |
| Marroc                             | Cal visat                              |                  | |
| Moçambic                           | Visat a l'arribada                     | 30 dies          | |
| Myanmar                            | Cal visat                              |                  | |
| Namíbia                            | Cal visat                              |                  | |
| Nauru                              | Cal visat                              |                  | |
| Nepal                              | Cal visat                              |                  | |
| Països Baixos                      | Cal visat                              |                  | |
| Nova Zelanda                       | Cal visat                              |                  | - Els documents de viatge egipcis expedits per als refugiats palestins que no incloguin un visat d'entrada que permeti a titular entrar a Egipte són inacceptables, i no s'endossaran visats en ells. - Els titulars d'un visat australià de resident permanent o d'un visat de retorn de resident poden obtenir un visat de resident neozelandès a l'arribada que els permeti una estada indefinida (de conformitat amb El Conveni Trans-Tasmània), sempre que compleixin els requisits de caràcter i obtinguin una autorització electrònica de viatge abans de la sortida. |
| Nicaragua                          | No cal visat                           | 90 dies          | |
| Níger                              | Cal visat                              |                  | |
| Nigèria                            | Cal visat                              |                  | |
| Macedònia del Nord                 | Cal visat                              |                  | |
| Noruega                            | Cal visat                              |                  | |
| Oman                               | Visat electrònic                       | 10 dies          | |
| Pakistan                           | Cal visat                              |                  | - Els palestins han de registrar les seves dades personals i la seva adreça temporal a la comissaria de policia més propera en el termini d'una setmana després de la seva entrada al Pakistan. Això ho sol fer el promotor (en cas de visat de visita o de negocis), o l'adreça de l'hotel (en cas de visat de turisme). |
| Palau                              | Sense visat a l'arribada               | 30 dies          | |
| Panamà                             | Cal visat                              |                  | |
| Papua Nova Guinea                  | Cal visat                              |                  | |
| Paraguai                           | Cal visat                              |                  | |
| Perú                               | Cal visat                              |                  | |
| Filipines                          | Cal visat                              |                  | |
| Polònia                            | Cal visat                              |                  | |
| Portugal                           | Cal visat                              |                  | |
| Qatar                              | Cal visat                              |                  | |
| Romania                            | Cal visat                              |                  | - Visat a l'arribada per als titulars d'un visat vàlid dels Estats Units, el Regne Unit o Schengen. |
| Rússia                             | Cal visat                              |                  | |
| Ruanda                             | Visat electrònic/Visat a l'arribada    |                  | |
| Saint Kitts i Nevis                | Visat electrònic                       |                  | |
| Saint Lucia                        | Visat a l'arribada                     | 6 weeks          | |
| Saint Vincent and the Grenadines   | No cal visat                           | 1 month          | |
| Samoa                              | Permís d'entrada lliure a l'arribada   | 60 dies          | |
| San Marino                         | Cal visat                              |                  | |
| São Tomé i Príncipe                | Visat electrònic                       |                  | |
| Aràbia Saudita                     | Cal visat                              |                  | - Visat de turista a l'arribada per als titulars d'un visat d'entrada múltiple vàlid procedent dels EUA, Regne Unit o de l'espai Schengen, amb la condició que el visat d'entrada múltiple s'hagi utilitzat almenys una vegada, demostrant-ho mitjançant la presentació dels segells d'entrada i sortida de país d'expedició. |
| Senegal                            | Visat a l'arribada                     | 90 dies          | |
| Sèrbia                             | Cal visat                              |                  | - Visat a l'arribada per als titulars d'un visat vàlid dels Estats Units, el Regne Unit o Schengen. |
| Seychelles                         | Permís de visitant lliure a l'arribada | 3 months         | |
| Sierra Leone                       | Cal visat                              |                  | |
| Singapur                           | Cal visat                              |                  | |
| Eslovàquia                         | Cal visat                              |                  | |
| Eslovènia                          | Cal visat                              |                  | |
| Illes Salomó                       | Cal visat                              |                  | |
| Somàlia                            | Visat a l'arribada                     | 30 dies          | Disponible en els aeroports de Bosaso, Galcaio i Mogadiscio. |
| Sud-àfrica                         | Cal visat                              |                  | - El visat es concedeix sense taxes |
| Sudan del Sud                      | Visat electrònic                       |                  | - Disponible en línia - L'autorització de visat impresa s'ha de presentar al moment de el viatge |
| Espanya                            | Cal visat                              |                  | |
| Sri Lanka                          | Visat electrònic/Visa a l'arribada     |                  | |
| Sudan                              | Cal visat                              |                  | |
| Surinam                            | Visat electrònic                       |                  | |
| Suècia                             | Cal visat                              |                  | |
| Suïssa                             | Cal visat                              |                  | |
| Síria                              | Admissió denegada                      |                  | - No es permet l'entrada als passatgers amb passaport de l'"Autoritat Palestina". Informació: Això no s'aplica quan tenen una aprovació prèvia de la Prefectura d'Immigració de Síria. |
| Tadjikistan                        | Visat electrònic                       | 45 dies          | - Pot sol·licitar-se en línia. |
| Tanzània                           | Visat electrònic                       |                  | |
| Tailàndia                          | Cal visat                              |                  | |
| Timor-Leste                        | Visat a l'arribada                     | 30 dies          | - Només a l'aeroport internacional President Nicolau Lobato o al port marítim de Dili. |
| Togo                               | Visat a l'arribada                     |                  | |
| Tonga                              | Cal visat                              |                  | |
| Trinitat i Tobago                  | Cal visat                              |                  | |
| Tunísia                            | Cal visat                              |                  | |
| Turquia                            | Visat electrònic                       | 30 dies          | El Visat Electrònic de Turquia pot obtindre's a les següents condicions: - Per als homes menors de 18 anys i majors de 40 anys. - Per a les dones de totes les edats. - En el cas d'un home d'entre 18 i 40 anys, el Visat electrònic es pot obtenir si s'és titular d'un visat d'entrada múltiple o d'un permís de residència de qualsevol dels països Schengen, Estats Units, Regne Unit o Irlanda. |
| Turkmenistan                       | Cal visat                              |                  | |
| Tuvalu                             | Visat a l'arribada                     | 1 month          | |
| Uganda                             | Visat a l'arribada                     |                  | - Pot sol·licitar-se en línia. |
| Ucraïna                            | Cal visat                              |                  | |
| Emirats Àrabs Units                | Cal visat                              |                  | El visat electrònic pot ser obtingut per als titulars d'un permís de residència emés per un Estat membre de la CCG amb les següents condicions - Tenir 18 anys o més. - El permís de residència d'un estat del CCG ha de tenir una validesa de al menys altres 3 mesos. - Estar acompanyat pel remitent del permís de residència si es tracta d'una persona física. - No s'aplica als titulars d'un visat d'estudiant del CCG i d'un visat de treballador no qualificat. Si no és resident del CCG, es pot obtenir el Visat electrònic a través de les pàgines web oficials d'Etihad Airways i Emirates Airlines sota certes condicions. |
| Regne Unit                         | Cal visat                              |                  | |
| Estats Units                       | Cal visat                              |                  | - El visat d'entrada múltiple es concedeix per una durada de 3 anys. |
| Uruguai                            | Cal visat                              |                  | |
| Uzbekistan                         | Visat electrònic                       | 30 dies          | - El visat no és necessari per als titulars d'un visat de residència vàlid als Emirats Àrabs Units durant al menys 3 mesos. |
| Vanuatu                            | Cal visat                              |                  | |
| Ciutat del Vaticà                  | Cal visat                              |                  | |
| Veneçuela                          | No cal visat                           | 90 dies          | |
| Vietnam                            | Cal visat                              |                  | |
| Iemen                              | Cal visat                              |                  | |
| Zàmbia                             | Visat electrònic                       |                  | |
| Zimbabwe                           | Visat electrònic/Visa a l'arribada     |                  | |